# Route nationale 374
Die Route nationale 374, kurz N 374 oder RN 374, war eine französische Nationalstraße.
Die Straßennummer wurde 1933 in das Nationalstraßennetz aufgenommen.
Der Streckenverlauf verlief von Nogent-sur-Seine zu einer Kreuzung mit der Nationalstraße N5 östlich von Flogny-la-Chapelle. Die Gesamtlänge dieser Strecke betrug 88 Kilometer.
Im Jahr 1973 erfolgte die Abstufung zur Département-Straße D374.

## N374a
Die N374A war eine französische Nationalstraße und zugleich ein rund 1 Kilometer langer Seitenast der Nationalstraße N374.
Die Straße verband die N374 mit der Nationalstraße N60 in Villemaur-sur-Vanne.
Die Nationalstraße wurde 1933 in das Nationalstraßennetz aufgenommen. Im Jahr 1973 erfolgte die Abstufung zur Département-Straße D374A.

## N374b
Die N374B war eine französische Nationalstraße und zugleich ein rund 1 Kilometer langer Seitenast der Nationalstraße N374.
Die Straße verband die N374 mit der Nationalstraße N60 etwa 1 Kilometer westlich der Kreuzung der N374 mit der N60.
Die Nationalstraße wurde 1933 in das Nationalstraßennetz aufgenommen. Im Jahr 1973 erfolgte die Abstufung zur Département-Straße D374B.